# لون-لو-سونیه
لون-لو-سونیه (به فرانسوی: Lons-le-Saunier؛ lɔ̃ lə sonje) یک کمون در کشور فرانسه است که در بخش لون-لو-سونیه واقع شده‌است.

## خصوصیات
لون-لو-سونیه ۷٫۶۸ کیلومترمربع مساحت و ۱۷٬۳۵۳ نفر جمعیت دارد و ۲۵۵ متر بالاتر از سطح دریا واقع شده‌است.

## خواهرخوانده
شهرهای اوفنبورگ و آق‌سرای خواهرخوانده‌های لون-لو-سونیه هستند.